# Соломонов, Константин Маркович
Константин Маркович Соломонов (Шумский) (14 августа 1876 — 2-3 июля 1938, Париж) — военный журналист, писатель.

## Биография
Константин Соломонов родился в семье военного врача 8-го гренадерского Московского полка. В 1894 году окончил Полоцкий кадетский корпус, а в 1896 году — Алексеевское военное училище.
В 1904 году был прикомандирован к Квантунской крепостной артиллерии, участвовал в обороне Порт-Артура. Во время штурма 17.10.1904 г. форта № 2 был ранен ружейной пулей. С 19.12.1904 по 25.11.1905 находился в плену у японцев в лагере г. Мацуяма. 
С 14.04.1906 — поручик 2-й роты Кронштадтского крепостного артиллерийского полка. С 01.09.1906 — произведен в штабс-капитаны. С 14.11.1908 — переведен во 2-й полк Кронштадтской крепостной артиллерии. С 25.09.1910 произведен в капитаны.
В 1910 году окончил Академию Генштаба.
Предположительно в 1913 году был уволен в отставку с производством в подполковники.
Награды: 1904 г. — Св. Анны 1-й ст. с надписью "За храбрость", Св. Станислава 3-й ст. с мечами и бантом, 1905 г. — золотое оружие с надписью "За храбрость", Св. Анны 3-й ст. с мечами и бантом, 1906 г. — Св. Владимира 4-й ст. с мечами и бантом.
В 1917 году эмигрировал.
Скончался в июле 1938 года, кремирован 8 июля 1938 года на кладбище Пер-Лашез.

## Творчество
Печатался под псевдонимом Шумский.
Журналистскую деятельность начал в 1903 году в «Биржевых ведомостях». Печатался в «Новостях» Нотовича.
С 1914 года — постоянный военный обозреватель «Биржевых ведомостей», «Утра России», «Нивы». Вошел в состав группы из 10 корреспондентов, допущенных в действующую армию.
Был корреспондентом парижского «Ле Жорнал». Подготовил «Материалы по обороне Порт Артура», автор «Очерков мировой войны» и книги «Борьба берега с флотом».
Печатался в «Последних новостях».